# Baraniogórski Ośrodek Historii Turystyki Górskiej „U źródeł Wisły”
Baraniogórski Ośrodek Historii Turystyki Górskiej „U źródeł Wisły” – placówka muzealna Polskiego Towarzystwa Turystyczno-Krajoznawczego z ekspozycją poświęconą historii turystyki górskiej w Beskidzie Śląskim, położona na polanie Przysłop pod Baranią Górą, w granicach administracyjnych Wisły. Muzeum położone jest w sąsiedztwie schroniska PTTK Przysłop pod Baranią Górą.

## Historia
Idea powstania placówki sięga 1967, a jej twórcą był Edward Moskała, pomysłodawca utworzenia w Karpatach Polskich ośrodków muzealnych poświęconych turystyce górskiej. W 1988 powstał Ośrodek Kultury Turystyki Górskiej z siedzibą w Wiśle, któremu w rok później przekazano położony na polanie Przysłop i przeznaczony do rozbiórki budynek gospodarczy, służący poprzedniemu schronisku. Budynek został wyremontowany w ramach społecznej pracy licznego grona działaczy turystycznych z Górnego Śląska, a zwłaszcza członków katowickiego Koła Przewodników Beskidzkich. Otwarcie muzeum miało miejsce w dniu 12 listopada 1994. Jego pierwszym kustoszem został Andrzej Dziczkaniec.
Obecna nazwa ośrodka została nadana uchwałą Komisji Turystyki Górskiej Zarządu Głównego PTTK z 6 czerwca 2016.

## Zbiory
Aktualnie ekspozycja muzeum zajmuje trzy izby. Pierwsza zawiera wystawę poświęconą historii turystyki w Beskidzie Śląskim i działalności takich organizacji jak Polskie Towarzystwo Tatrzańskie czy Beskidenverein. Druga poświęcona jest m.in. osobie Edwarda Moskały, rozwojowi narciarstwa oraz etnografii (stroje ludowe, sprzęty pasterskie i gospodarskie). W trzeciej znajduje się wystawa poświęcona innym Ośrodkom Kultury Turystyki Górskiej oraz kolekcja proporczyków ze zlotów i rajdów. Ponadto w muzeum znajduje się kiosk z pamiątkami, pokój noclegowy oraz sala klubowa (Ondraszkowa Piwnica).
Muzeum jest czynne w sezonie turystycznym (maj–październik) we wszystkie soboty i niedziele.